# Elegy (Gordon Giltrap)
Elegy is een studioalbum van Gordon Giltrap. Na enige successen te hebben gehad met een muziekgroep om hem heen, verscheen in 1987 een album met Gordon Giltrap als solist. Het is opgenomen in Blaynees, een geluidsstudio van Colin Blaynee. De plaat heeft een Nederlands tintje, Giltrap bespeelt onder meer een Framus-gitaar, type Jan Akkerman.

## Musici
- Gordon Giltrap - gitaar

## Muziek
| Nr. | Titel             | Duur |
| --- | ----------------- | ---- |
| 1.  | In unison         | 3:58 |
| 2.  | A Christmas carol | 2:31 |
| 3.  | The mariners tale | 3:02 |
| 4.  | Blue lady         | 2:37 |
| 5.  | Lucky             | 3:04 |
| 6.  | Elegy             | 5:18 |
| 7.  | Spring dance      | 2:05 |
| 8.  | The poacher       | 4:24 |
| 9.  | Sallie’s song     | 3:08 |
| 10. | Storm brewing     | 2:10 |
| 11. | Downwind          | 2:49 |
| 12. | Sleuth            | 2:20 |